# ويليام ر. هيغينز
ويليام ر. هيغينز (بالإنجليزية: William R. Higgins)‏ هو ضابط أمريكي، ولد في 15 يناير 1945 في دانفيل في الولايات المتحدة، وتوفي في 6 يوليو 1990 في لبنان بسبب شنق.